# Братсет, Руне
Руне Братсет (норв. Rune Bratseth; род. 19 марта 1961, Тронхейм) — норвежский футболист, выступавший на позиции центрального защитника. Известен как игрок немецкого клуба «Вердер» и сборной Норвегии. По завершении игровой карьеры — футбольный функционер, спортивный обозреватель.
Лауреат Юбилейной награды УЕФА как самый выдающийся норвежский футболист 50-летия (1954—2003). Чемпион Норвегии (1985), двукратный чемпион Германии (1988, 1993), обладатель Кубка кубков УЕФА (1992).

## Клубная карьера
Братсет — воспитанник футбольной школы клуба «Ниделв» из родного города Тронхейм, игравшего в четвёртом дивизионе Норвегии. Он выступал в составе этого клуба до 1982 года. В 1983 году перешёл к клубу из этого же города — «Русенборг», в составе которого сыграл четыре сезона. В сезоне 1985 года игрок помог команде завоевать «золото» норвежского чемпионата.
Атлетичный защитник привлек внимание скаутов представителя немецкой Бундеслиги, клуба «Вердер», и в январе 1987 года Братсет присоединился к бременской команде. Игрок сразу стал основным футболистом в центре защиты своего нового клуба, дебютировав 21 февраля 1987 года в игре против «Нюрнберга», первом же матче чемпионата после зимнего перерыва.
По результатам первого полного сезона в Германии (1987—88) Братсет получил свой первый титул чемпиона Германии. В течение пяти лет, вплоть до сезона 1992—93, он становился победителем немецкого чемпионата дважды. Также он вместе с командой два раза праздновал победу в Кубке страны. До этого, в сезоне 1991—92, он помог команде завоевать Кубок обладателей кубков. В течение розыгрыша этого европейского трофея норвежец сыграл в 8 из 9 матчей своей команды, при этом отличился двумя забитыми голами.
Всего Братсет провел в «Вердере» семь полных сезонов. На протяжении карьеры в этом клубе он выходил на поле в 230 матчах чемпионата, в которых 12 раз отличался забитыми голами. Уже в течение последнего полного сезона, сыгранного за «Вердер», у него начались проблемы с коленом, нередко приходилось выходить на поле после уколов обезболивающего. В сезоне 1994—95 защитник провел лишь одну игру в чемпионате Германии, после которой в возрасте 34 лет принял решение о завершении клубной игровой карьеры.

## Выступления за сборную
Ещё выступая в составе «Русенборга», Братсет начал вызываться в сборную Норвегии. В составе национальной команды дебютировал 26 февраля 1986 года в товарищеской игре против сборной Гренады.
Карьера Братсета в сборной длилась 9 лет, с 1986 по 1994 год. В течение этого времени норвежцы лишь однажды смогли преодолеть квалификацию в ведущий международный турнир и в 1994 году пробились в финальную часть чемпионата мира, впервые с 1938 года. Во время финальной части чемпионата мира 1994 Братсет, который в то время уже прекратил выступления на клубном уровне, был капитаном национальной команды и принял участие во всех трех матчах сборной на турнире. По результатам группового этапа все четыре команды группы, в которой боролась Норвегия, набрали по четыре очка, и норвежская сборная прекратила дальнейшую борьбу лишь из-за наименьшего количества забитых голов. Именно завершающая игра норвежцев на чемпионате мира 1994 года стала последним матчем активной игровой карьеры Братсета.
Всего он провел 60 матчей за сборную Норвегии (в том числе 5 игр квалификационных турниров к Олимпийским играм, которые не признаются ФИФА как официальные матчи), отличился 4 забитыми голами.

## Дальнейшая жизнь
По завершении игровой карьеры Братсет вернулся в "Русенборг". В клубной структуре он занимал, в частности, позиции председателя Правления и генерального директора. В феврале 2007 года покинул клуб, среди причин такого решения отметил избыточное давление со стороны СМИ.
Впоследствии приглашался в качестве эксперта в телевизионных программах на футбольную тематику.

## Статистика

### Матчи Братсета за сборную Норвегии
| Матчи Братсета за сборную Норвегии | Матчи Братсета за сборную Норвегии | Матчи Братсета за сборную Норвегии | Матчи Братсета за сборную Норвегии | Матчи Братсета за сборную Норвегии | Матчи Братсета за сборную Норвегии |
| ---------------------------------- | ---------------------------------- | ---------------------------------- | ---------------------------------- | ---------------------------------- | ---------------------------------- |
| №                                  | Дата                               | Соперник                           | Счёт                               | Голы Братсета                      | Соревнование                       |
| 1                                  | 26 февраля 1986                    | Гренада                            | 2:1                                | —                                  | Товарищеский матч                  |
| 2                                  | 14 октября 1986                    | СССР                               | 0:0                                | —                                  | Олимпийские игры 1988 (отбор)      |
| 3                                  | 29 октября 1986                    | СССР                               | 0:4                                | —                                  | Чемпионат Европы 1988 (отбор)      |
| 4                                  | 8 ноября 1986                      | Швейцария                          | 0:1                                | —                                  | Олимпийские игры 1988 (отбор)      |
| 5                                  | 24 марта 1987                      | Польша                             | 1:4                                | —                                  | Товарищеский матч                  |
| 6                                  | 6 мая 1987                         | Турция                             | 1:1                                | —                                  | Олимпийские игры 1988 (отбор)      |
| 7                                  | 26 мая 1987                        | Болгария                           | 0:0                                | —                                  | Олимпийские игры 1988 (отбор)      |
| 8                                  | 3 июня 1987                        | СССР                               | 0:1                                | —                                  | Чемпионат Европы 1988 (отбор)      |
| 9                                  | 12 августа 1987                    | СССР                               | 0:1                                | —                                  | Олимпийские игры 1988 (отбор)      |
| 10                                 | 23 сентября 1987                   | Исландия                           | 0:1                                | —                                  | Чемпионат Европы 1988 (отбор)      |
| 11                                 | 14 октября 1987                    | Франция                            | 1:1                                | —                                  | Чемпионат Европы 1988 (отбор)      |
| 12                                 | 28 октября 1987                    | ГДР                                | 1:3                                | —                                  | Чемпионат Европы 1988 (отбор)      |
| 13                                 | 1 июня 1988                        | Ирландия                           | 0:0                                | —                                  | Товарищеский матч                  |
| 14                                 | 28 июля 1988                       | Бразилия                           | 1:1                                | —                                  | Товарищеский матч                  |
| 15                                 | 9 августа 1988                     | Болгария                           | 1:1                                | —                                  | Товарищеский матч                  |
| 16                                 | 14 сентября 1988                   | Шотландия                          | 1:2                                | —                                  | Чемпионат мира 1990 (отбор)        |
| 17                                 | 28 сентября 1988                   | Франция                            | 0:1                                | —                                  | Чемпионат мира 1990 (отбор)        |
| 18                                 | 19 октября 1988                    | Италия                             | 1:2                                | —                                  | Товарищеский матч                  |
| 19                                 | 2 ноября 1988                      | Кипр                               | 3:0                                | —                                  | Чемпионат мира 1990 (отбор)        |
| 20                                 | 22 февраля 1989                    | Греция                             | 2:4                                | 1                                  | Товарищеский матч                  |
| 21                                 | 2 мая 1989                         | Польша                             | 0:3                                | —                                  | Товарищеский матч                  |
| 22                                 | 21 мая 1989                        | Кипр                               | 3:1                                | 1                                  | Чемпионат мира 1990 (отбор)        |
| 23                                 | 14 июня 1989                       | Югославия                          | 1:2                                | —                                  | Чемпионат мира 1990 (отбор)        |
| 24                                 | 5 сентября 1989                    | Франция                            | 1:1                                | 1                                  | Чемпионат мира 1990 (отбор)        |
| 25                                 | 11 октября 1989                    | Югославия                          | 0:1                                | —                                  | Чемпионат мира 1990 (отбор)        |
| 26                                 | 15 ноября 1989                     | Шотландия                          | 1:1                                | —                                  | Чемпионат мира 1990 (отбор)        |
| 27                                 | 6 июня 1990                        | Дания                              | 1:2                                | —                                  | Товарищеский матч                  |
| 28                                 | 22 августа 1990                    | Швеция                             | 1:2                                | —                                  | Товарищеский матч                  |
| 29                                 | 12 сентября 1990                   | СССР                               | 0:2                                | —                                  | Чемпионат Европы 1992 (отбор)      |
| 30                                 | 10 октября 1990                    | Венгрия                            | 0:0                                | —                                  | Чемпионат Европы 1992 (отбор)      |
| 31                                 | 31 октября 1990                    | Камерун                            | 6:1                                | 1                                  | Товарищеский матч                  |
| 32                                 | 14 ноября 1990                     | Кипр                               | 3:0                                | —                                  | Чемпионат Европы 1992 (отбор)      |
| 33                                 | 1 мая 1991                         | Кипр                               | 3:0                                | —                                  | Чемпионат Европы 1992 (отбор)      |
| 34                                 | 23 мая 1991                        | Румыния                            | 1:0                                | —                                  | Товарищеский матч                  |
| 35                                 | 5 июня 1991                        | Италия                             | 2:1                                | —                                  | Чемпионат Европы 1992 (отбор)      |
| 36                                 | 8 августа 1991                     | Швеция                             | 1:2                                | —                                  | Товарищеский матч                  |
| 37                                 | 28 августа 1991                    | СССР                               | 0:1                                | —                                  | Чемпионат Европы 1992 (отбор)      |
| 38                                 | 30 октября 1991                    | Венгрия                            | 0:0                                | —                                  | Чемпионат Европы 1992 (отбор)      |
| 39                                 | 13 ноября 1991                     | Италия                             | 1:1                                | —                                  | Чемпионат Европы 1992 (отбор)      |
| 40                                 | 29 апреля 1992                     | Дания                              | 0:1                                | —                                  | Товарищеский матч                  |
| 41                                 | 13 мая 1992                        | Фарерские острова                  | 2:0                                | —                                  | Товарищеский матч                  |
| 42                                 | 3 июня 1992                        | Шотландия                          | 0:0                                | —                                  | Товарищеский матч                  |
| 43                                 | 9 сентября 1992                    | Сан-Марино                         | 10:0                               | —                                  | Чемпионат мира 1994 (отбор)        |
| 44                                 | 23 сентября 1992                   | Нидерланды                         | 2:1                                | —                                  | Чемпионат мира 1994 (отбор)        |
| 45                                 | 7 октября 1992                     | Сан-Марино                         | 2:0                                | —                                  | Чемпионат мира 1994 (отбор)        |
| 46                                 | 14 октября 1992                    | Англия                             | 1:1                                | —                                  | Чемпионат мира 1994 (отбор)        |
| 47                                 | 30 марта 1993                      | Катар                              | 6:1                                | —                                  | Товарищеский матч                  |
| 48                                 | 28 апреля 1993                     | Турция                             | 3:1                                | —                                  | Чемпионат мира 1994 (отбор)        |
| 49                                 | 2 июня 1993                        | Англия                             | 2:0                                | —                                  | Чемпионат мира 1994 (отбор)        |
| 50                                 | 9 июня 1993                        | Нидерланды                         | 0:0                                | —                                  | Чемпионат мира 1994 (отбор)        |
| 51                                 | 22 сентября 1993                   | Польша                             | 1:0                                | —                                  | Чемпионат мира 1994 (отбор)        |
| 52                                 | 13 октября 1993                    | Польша                             | 3:0                                | —                                  | Чемпионат мира 1994 (отбор)        |
| 53                                 | 10 ноября 1993                     | Турция                             | 1:2                                | —                                  | Чемпионат мира 1994 (отбор)        |
| 54                                 | 20 апреля 1994                     | Португалия                         | 0:0                                | —                                  | Товарищеский матч                  |
| 55                                 | 22 мая 1994                        | Англия                             | 0:0                                | —                                  | Товарищеский матч                  |
| 56                                 | 1 июня 1994                        | Дания                              | 2:1                                | —                                  | Товарищеский матч                  |
| 57                                 | 5 июня 1994                        | Швеция                             | 0:2                                | —                                  | Товарищеский матч                  |
| 58                                 | 19 июня 1994                       | Мексика                            | 1:0                                | —                                  | Чемпионат мира 1994                |
| 59                                 | 23 июня 1994                       | Италия                             | 0:1                                | —                                  | Чемпионат мира 1994                |
| 60                                 | 28 июня 1994                       | Ирландия                           | 0:0                                | —                                  | Чемпионат мира 1994                |

Итого: 60 матчей / 4 гола; 19 побед, 18 ничьих, 23 поражения.

## Достижения и награды

### Командные
Русенборг:
- Чемпион Норвегии: 1985

Вердер:
- Чемпион Германии (2): 1987/88, 1992/93
- Обладатель Кубка Германии (2): 1990/91, 1993/94
- Обладатель Кубка обладателей кубков: 1991/92

### Личные
- Лучший норвежский футболист года: 1991, 1992, 1994
- Лауреат Юбилейной награды УЕФА (лучший футболист Норвегии за 50 лет)